# CNBC-e
CNBC-e е икономически и развлекателен телевизионен канал в Турция, от 2024 г. негови собственици са „Илбак Холдинг“ и NBCUniversal. Създаден е през 2000 г. На 12 септември 2011 г. каналът стартира излъчване във формат 16:9. На 6 ноември 2015 г. каналът прекратява излъчването си и е заменен с турската версия на TLC.
На 10 юни 2024 г. каналът стартира отново.